# Языки Брюсселя
Языковая картина Брюсселя является одной из самых своеобразных как в Бельгии, так и в современной Европе. В 19 коммунах, образующих аггломерацию современного города-региона Брюссель-столица (Брюссельский столичный округ) площадью 161,38 км² официально признано равноправие двух языков. Ими признаны французский и нидерландский. Ни тот, ни другой не являются автохтонными языками не только Брюсселя, но и Бельгии в целом. Население столичного округа освоило их относительно недавно. Романоязычные валлоны начали постепенный переход на стандартный письменный французский язык Парижа с XV века, устный — с XIX века, то есть тогда, когда началась их интенсивная миграция в столицу с юга страны. Автохтонными языками фламандцев также являются весьма отличные друг от друга германские по происхождению диалекты.

## Историческая перспектива
Немногочисленные жители населённых пунктов, составивших впоследствии современный Брюссель, считали родным брабантский диалект нидерландского языка.
После начала процесса урбанизации, а вслед за ней и галлизации, речь местных фламандцев постепенно инкорпорировала многочисленные галлицизмы, превратившись в смешанный марольский социолект.
По окончании наполеоновских войн и особенно после создания независимой Бельгии в 1830 году, он постепенно уступил место стандартному французскому языку, так как именно последний был признан официальным языком унитарной Бельгии в 1831—1878 годах.
Фламандский национализм помог остановить и даже обратить процесс галлизации других крупных городов Фландрии, однако в самом Брюсселе это уже не представлялось возможным. В борьбе с засильем французского языка, фламандские националисты решили сделать официальным не какой-либо из фламандских диалектов, условно объединённых под названием фламандский язык, а именно стандартный письменный нидерландский язык Голландии. Он имел более престижный статус, хотя и не был до конца воспринят населением как родной язык.
На момент фиксации языковых и административных границ столичного региона фламандцы, называвшие первым родным фламандский/нидерландский язык, составляли уже только около 25 % населения в 19 коммунах столицы. Хотя доля фламандоязычных в Брюсселе продолжала падать, столица была объявлена официально двуязычной.
Несмотря на постоянный рост доли франкофонов в пригородах столицы, ни в одном из них они не составляли по переписи 1947 года более половины населения. Особенно пристально общественное внимание, как во Фландрии, так и Валлонии, было приковано к языковой эволюции четырёх коммун, отделяющих офранцуженный Брюссель от полностью франкоязычной Валлонии: Халле, Оверейсе, Синт-Генезиус-Роде и Хуйларт. По настоянию фламандцев официальным языком в этих муниципалитетах стал нидерландский. В результате, под давлением фламандцев Брюссель превратился в номинально двуязычный, а фактически преимущественно франкоязычный анклав посреди официально нидерландоязычной территории.
И всё же в 6 пригородных районах периферии доля франкофонов вплотную приблизилась к 30 % и в качестве уступки франкофонам, эти регионы получили определённые послабления — языковые льготы. Особенно щекотливым было положение в Род-Сен-Женез (Синт-Генезиус-Роде), который получил языковые льготы, фактически превратившись в связующее звено между Брюсселем и Валлонией.

## Современное положение
Двуязычный статус столицы, равно как и административные границы самого Брюсселя были зафиксированы в 1963 году в рамках Бельгийской языковой границы. Ныне Брюссельский столичный округ занимает лишь около 0,5 % территории королевства Бельгия, однако в его границах проживает свыше 11 % населения королевства. Ситуация осложняется быстрым ростом населения Брюсселя, в первую очередь за счёт иммиграции из стран третьего мира (Марокко, Турция, Конго), высокой рождаемости среди иммигрантов и усиление темпов субурбанизации. Де-юре столичный регион является двуязычным островом в административно одноязычном фламандском регионе, но де-факто, население большинства коммун Брюссельской периферии, отделяющей его от Валлонии, либо практически полностью офранцузилось (Линкебек), либо находится в процессе галлизации, a в связи с переносом в Брюссель штаб-квартир ЕС и НАТО, также и интернационализации. Среди родившихся в большинстве из них в 2000-е годы этнические фламандцы составляют лишь относительное большинство.
| Год             | 2000    | 2006    |
| --------------- | ------- | ------- |
| Французский     | 95,52 % | 95,55 % |
| Английский      | 33,25 % | 35,40 % |
| Нидерландский   | 33,29 % | 28,23 % |
| Испанский       | 6,90 %  | 7,39 %  |
| Арабский        | 9,99 %  | 6,36 %  |
| Итальянский     | 4,68 %  | 5,72 %  |
| Немецкий        | 7,61 %  | 5,56 %  |
| Турецкий        | 3,33 %  | 1,47 %  |
| Португальский   | 1,43 %  | 1,67 %  |
| Лингала         | 0,39 %  | 0,99 %  |
| Греческий       | 1,19 %  | 0,91 %  |
| Русский         | 0,48 %  | 0,64 %  |
| Берберский язык | 3,09 %  | 0,36 %  |

## Интернационализация
Особое значение в жизни города, а также его постоянно меняющейся языковой картины имеют довольно долгие космополитичные традиции Брюсселя. Располагаясь на перекрёстке Европы, на стыке романского и германского миров, и при этом будучи столицей буферного государства, Брюссель привлекал большое количество международных дипломатов, политических и экономических беженцев из самых разных стран. Несмотря на то что французский язык является лингва франка региона, население столицы владеет и другими языками. 13 самых распространённых языков Брюсселя по уровню владения ими населением (то есть не только родной язык) приведены ниже по состоянию на 2006 год. Примечательно что в ходе последнего опроса (вопросы о языке в переписях населения по давлением фламандских националистов опущены с 1947 года) о своём владении немецким языком в столице заявило лишь 5,6 % населения, а русским — 0,6 %. При этом, в отличие от немецкого, русский не является официальным языком страны, но доля владеющих им растёт, а немецким — падает. Между 2000 и 2006 годами доля владеющих английским превзошла долю владеющих нидерландским. Продолжается рост доли владеющих романскими языками и сокращение доли владеющих восточными языками (турецким, арабским и берберским). Последнее объясняется ассимиляцией этих групп во франкоязычную среду.

## Обиходный язык
Несмотря на хорошее знание и частое употребление большинством брюссельцев французского языка (до 96 %), он лишь недавно стал единственным родным и/или обиходным языком для абсолютного большинства из них. По-видимому это произошло около 2000 года. Объясняется это постепенной ассимиляцией марокканцев во франкоязычную среду.
| Год                                       | 2000   | 2006   | 2010   |
| ----------------------------------------- | ------ | ------ | ------ |
| Французский                               | 51,6 % | 56,8 % | 66,5 % |
| Французский и нидерландский (фламандский) | 9,9 %  | 8,6 %  | н/о    |
| Нидерландский (фламандский)               | 9,5 %  | 7,0 %  | 5,3 %  |
| Французский и иностранный                 | 9,3 %  | 11,3 % |        |
| Прочие комбинации                         | 19,7 % | 16,3 % | 28,1 % |

### Французский язык
Французский язык абсолютно преобладает во всех коммунах Брюсселя, хотя во многих из них наряду с французским в домашнем обиходе используются и многие иностранные языки. В настоящее время письменная норма французского языка брюссельцев практически полностью совпадает с устной, за исключением некоторых, преимущественно лексических особенностей (см. французский язык в Бельгии).

### Нидерландский язык
Нидерландский язык является официальным письменным языком фламандцев. Его разговорные диалекты условно объединяют под названием фламандский язык. Внутри самого столичного региона выделяется зона более частотного распространения фламандского языка как родного и/или обиходного. В 4 коммунах на севере столичного региона, по оценкам на 2007 год, она составляла около 10-12 % всего постоянно проживающего населения этих коммун. В остальных 15 коммунах эта доля не превышала 2-5 % резидентов.

## Экономический аспект
Несмотря на продолжающееся падение доли франко-фламандских билингвов и одноязычных фламандцев, нидерландский язык является самым востребованным языком брюссельских работодателей и его востребованность диспропорционально высока. Последнее объясняется изолированностью Брюсселя внутри Фландрии, а также более высоким уровнем экономического развития последней. Со второй половины XX века уровень безработицы во Фландрии (4-6 %) был как минимум вдвое ниже чем в Валлонии (15 %) и почти в пять раз ниже чем в Брюсселе (20 %). Немаловажен и тот факт, что после проведения языковых границ аэропорт Брюсселя оказался во фламандском Завентеме.
| Рабочий язык предприятий Брюсселя   | Рабочий язык предприятий Брюсселя | Рабочий язык предприятий Брюсселя | Рабочий язык предприятий Брюсселя | Рабочий язык предприятий Брюсселя |
| ----------------------------------- | --------------------------------- | --------------------------------- | --------------------------------- | --------------------------------- |
| французский                         |                                   |                                   | 50.4 %                            |                                   |
| французский и нидерландский         |                                   |                                   | 31.4 %                            |                                   |
| французский, нидерландский и прочие |                                   |                                   | 18.2 %                            |                                   |